# MTV Movie Awards 2007
16. gala MTV Movie Awards odbyła się 3 czerwca 2007 roku w Gibson Amphitheatre w Universal City w Kalifornii. Uroczystość prowadziła Sarah Silverman.
| Nagroda                                      | Dla                                                                                   |
| -------------------------------------------- | ------------------------------------------------------------------------------------- |
| Najlepszy film                               | Piraci z Karaibów: Skrzynia umarlaka                                                  |
| Najlepsza rola                               | Johnny Depp (Piraci z Karaibów: Skrzynia umarlaka)                                    |
| Najlepsza rola przełomowa                    | Jaden Smith - (W pogoni za szczęściem)                                                |
| Najlepszy występ komediowy                   | Sacha Baron Cohen (Borat)                                                             |
| Najlepszy filmowy pocałunek                  | Will Ferrell i Sacha Baron Cohen w filmie Talladega Nights: The Ballad of Ricky Bobby |
| Najlepszy czarny charakter                   | Jack Nicholson (Infiltracja)                                                          |
| Najlepsza walka                              | Gerard Butler vs. „The Uber Immortal” (300)                                           |
| Najlepszy film lata który dopiero zobaczycie | Transformers (premiera 17 sierpnia)                                                   |
| Najlepszy filmowiec na kampusie              | Josh Greenbaum - Border Patrol (University of Southern California)                    |
| Nagroda specjalna Pokolenia MTV              | Mike Myers                                                                            |
| Najlepsza parodia filmu                      | United 300 - Andy Signore                                                             |